# Fotbal Club Sheriff Tiraspol 2025-2026
Questa voce raccoglie le informazioni riguardanti lo Sheriff Tiraspol nelle competizioni ufficiali della stagione 2025-2026.

## Maglie e sponsor
Il fornitore tecnico per la stagione 2025-2026 è Adidas. 
| 1ª divisa | 2ª divisa |

## Rosa
| N. |                         | Ruolo | Calciatore        |
| -- | ----------------------- | ----- | ----------------- |
| 1  | Moldavia (bandiera)     | P     | Victor Străistari |
| 2  | Brasile (bandiera)      | D     | Átila             |
| 3  | Ghana (bandiera)        | D     | Nana Boakye       |
| 4  | Liberia (bandiera)      | D     | Natus Swen        |
| 6  | Brasile (bandiera)      | D     | Raí Lopes         |
| 7  | Brasile (bandiera)      | C     | Fernando Neto     |
| 8  | Guinea (bandiera)       | C     | Ibrahima Soumah   |
| 9  | Albania (bandiera)      | A     | Amarildo Gjoni    |
| 10 | Armenia (bandiera)      | A     | Art'owr Serobyan  |
| 11 | Burkina Faso (bandiera) | C     | Cyrille Bayala    |
| 12 | Nigeria (bandiera)      | A     | Elijah Odede      |
| 15 | Mali (bandiera)         | A     | Abdoulaye Diarra  |
| 17 | Colombia (bandiera)     | C     | Johan Rodallega   |
| 18 | Mali (bandiera)         | C     | Daba Diakité      |
| 21 | Bulgaria (bandiera)     | P     | Ivan Djulgerov    |

| N. |                           | Ruolo | Calciatore             |
| -- | ------------------------- | ----- | ---------------------- |
| 22 | Camerun (bandiera)        | A     | Mollo Bessala          |
| 24 | Moldavia (bandiera)       | C     | Danila Forov           |
| 25 | Moldavia (bandiera)       | P     | Serghei Obîscalov      |
| 27 | Moldavia (bandiera)       | A     | Veaceslav Cozma        |
| 28 | Slovenia (bandiera)       | P     | Emil Velić             |
| 29 | Mali (bandiera)           | D     | Soumaila Magassouba    |
| 33 | Moldavia (bandiera)       | C     | Mihail Corotcov        |
| 42 | Costa d'Avorio (bandiera) | A     | Konan Loukou           |
| 44 | Albania (bandiera)        | D     | Alesio Mija            |
| 69 | Nigeria (bandiera)        | C     | Peter Ademo            |
| 70 | Brasile (bandiera)        | A     | Luis Phelipe           |
| 71 | Georgia (bandiera)        | C     | Vladimer Mamuchashvili |
| 77 | Mali (bandiera)           | A     | Mamady Diarra          |
| 90 | Mauritania (bandiera)     | A     | Pape Ndiaga Yade       |

## Calciomercato

### Sessione estiva
| Acquisti | Acquisti          | Acquisti           | Acquisti      |
| R.       | Nome              | da                 | Modalità      |
| -------- | ----------------- | ------------------ | ------------- |
| P        | Ivan Djulgerov    | CSKA Sofia         | svincolato    |
| P        | Serghei Obîscalov | Dinamo Bucarest    | fine prestito |
| D        | Átila             | Arsenal Dzjaržynsk | svincolato    |
| C        | Peter Ademo       | Rapid Bucarest     | fine prestito |
| C        | Daba Diakité      | Djoliba            | definitivo    |
| C        | Fernando Neto     | Homel'             | svincolato    |
| C        | Ibrahima Soumah   | Zimbru Chișinău    | definitivo    |
| A        | Mollo Bessala     | LNZ Čerkasy        | prestito      |
| A        | Abdoulaye Diarra  | Bakaridjan         | definitivo    |
| A        | Mamady Diarra     | Győri ETO          | svincolato    |
| A        | Amarildo Gjoni    | Elbasani           | svincolato    |

| Cessioni | Cessioni               | Cessioni          | Cessioni      |
| R.       | Nome                   | a                 | Modalità      |
| -------- | ---------------------- | ----------------- | ------------- |
| P        | Rashed Al-Tumi         | Sliema Wanderers  | svincolato    |
| D        | Jocelin Behiratche     | Oleksandrija      | svincolato    |
| D        | Artiom Dijinari        | Politehnica UTM   | prestito      |
| D        | Matheus Lins           | Port              | svincolato    |
| D        | Armel Zohouri          | Iberia 1999       | svincolato    |
| C        | Gideon Goodlad         | Ikon Allah        | definitivo    |
| C        | Moussa Kyabou          | Gençlerbirliği    | svincolato    |
| C        | Vladimer Mamuchashvili | T'orp'edo Kutaisi | definitivo    |
| C        | Abou Ouattara          |                   | svincolato    |
| C        | João Paulo             | Oțelul Galați     | svincolato    |
| A        | Rasheed Akanbi         | Boluspor          | svincolato    |
| A        | Aleksa Marušić         | Magdeburgo        | fine prestito |

### Sessione invernale
| Acquisti | Acquisti | Acquisti | Acquisti |
| R.       | Nome     | da       | Modalità |
| -------- | -------- | -------- | -------- |

| Cessioni | Cessioni | Cessioni | Cessioni |
| R.       | Nome     | a        | Modalità |
| -------- | -------- | -------- | -------- |

## Risultati

### Super Liga

#### Prima fase
| Arbitro: | Bugenko (Chișinău) |

|  |           |                                           |
|  | Marcatori | 25’ Yade 44’, 56’ Mamuchashvili 90’ Cozma |

| Arbitro: | Breguța (Chișinău) |

|                                         |           |              |
| Gjoni 3’, 33’ Bayala 18’ Odede 68’, 73’ | Marcatori | 80’ Olaniyan |

| Arbitro: | Bugenko (Chișinău) |

|                    |           |                        |
| Gînsari 12’ (rig.) | Marcatori | 41’ Gjoni 52’ Serobyan |

| Arbitro: | Orlic (Chișinău) |

|           |           |  |
| Gjoni 12’ | Marcatori |  |

| Hîncești 20 luglio 2025, ore 20:00 EEST 5ª giornata | Petrocub Hîncești  | 0 – 0 | Sheriff Tiraspol | Stadio municipale (1 250 spett.)\| Arbitro: \| Breguța (Chișinău) \| |
| Arbitro:                                            | Breguța (Chișinău) |       |                  |                                                                      |

| Arbitro: | Jitari (Chișinău) |

|                       |           |                            |
| Gjoni 25’ Cozma 90+1’ | Marcatori | 8’ Stînă 42’, 70’ Ščebetun |

| Arbitro: | Ivlev (Briceni) |

|  |           |                          |
|  | Marcatori | 76’ Loukou 88’ A. Diarra |

| Arbitro: | Ceban (Chișinău) |

|                                    |           |  |
| Gjoni 12’ Odede 17’ Magassouba 45’ | Marcatori |  |

| Arbitro: | Orlic (Chișinău) |

|  |           |                                           |
|  | Marcatori | 26’ M. Diarra 71’ Odede 87’ (rig.) Bayala |

| Tiraspol 24 agosto 2025, ore 21:00 EEST 10ª giornata | Sheriff Tiraspol | – | Milsami Orhei | Malaja Sportivnaja Arena |

### Europa League

#### Primo turno preliminare
| Arbitro: | Bel |

|                                |           |  |
| Bayala 11’, 19’, 74’ Odede 74’ | Marcatori |  |

| Arbitro: | Nalbandyan |

|                       |           |              |
| Namani 56’ Ahmeti 65’ | Marcatori | 51’ Serobyan |

#### Secondo turno preliminare
| Arbitro: | Farrugia |

|           |           |                                    |
| Ademo 24’ | Marcatori | 33’ Jensen 54’ Viergever 70’ Blake |

| Arbitro: | Theouli |

|                                                       |           |           |
| Jensen 27’ Horemans 46’ Viergever 56’ El Karouani 89’ | Marcatori | 75’ Odede |

### Conference League

#### Terzo turno preliminare
| Arbitro: | Minaković |

|                                        |           |  |
| Angulo 17’ Dolberg 48’ Verschaeren 81’ | Marcatori |  |

| Arbitro: | Meler |

|           |           |            |
| Odede 81’ | Marcatori | 72’ Saliba |

## Statistiche

### Statistiche di squadra
| Competizione              | Punti | In casa | In casa | In casa | In casa | In casa | In casa | In trasferta | In trasferta | In trasferta | In trasferta | In trasferta | In trasferta | Totale | Totale | Totale | Totale | Totale | Totale | DR |
| Competizione              | Punti | G       | V       | N       | P       | Gf      | Gs      | G            | V            | N            | P            | Gf           | Gs           | G      | V      | N      | P      | Gf     | Gs     | DR |
| ------------------------- | ----- | ------- | ------- | ------- | ------- | ------- | ------- | ------------ | ------------ | ------------ | ------------ | ------------ | ------------ | ------ | ------ | ------ | ------ | ------ | ------ | -- |
| Super Liga (prima fase)   |       |         |         |         |         |         |         |              |              |              |              |              |              |        |        |        |        |        |        |    |
| Super Liga (seconda fase) |       |         |         |         |         |         |         |              |              |              |              |              |              |        |        |        |        |        |        |    |
| Coppa di Moldavia         |       |         |         |         |         |         |         |              |              |              |              |              |              |        |        |        |        |        |        |    |
| Europa League             | -     | 2       | 1       | 0       | 1       | 5       | 3       | 2            | 0            | 0            | 2            | 2            | 6            | 4      | 1      | 0      | 3      | 7      | 9      | -2 |
| Conference League         | -     | 1       | 0       | 1       | 0       | 1       | 1       | 1            | 0            | 0            | 1            | 0            | 3            | 2      | 0      | 1      | 1      | 1      | 4      | -3 |
| Totale                    |       |         |         |         |         |         |         |              |              |              |              |              |              |        |        |        |        |        |        |    |

### Andamento in campionato
Prima fase
| Giornata  | 1 | 2 | 3 | 4 | 5 | 6 | 7 | 8 | 9 | 10 | 11 | 12 | 13 | 14 | 15 | 16 | 17 | 18 | 19 | 20 | 21 |
| --------- | - | - | - | - | - | - | - | - | - | -- | -- | -- | -- | -- | -- | -- | -- | -- | -- | -- | -- |
| Luogo     | T | C | T | C | T | C | T | C | T | C  |    |    |    |    |    |    |    |    |    |    |    |
| Risultato | V | V | V | V | N | P | V | V | V |    |    |    |    |    |    |    |    |    |    |    |    |
| Posizione | 2 | 1 | 1 | 1 | 1 | 1 | 1 | 1 | 1 | 1  |    |    |    |    |    |    |    |    |    |    |    |

Legenda:

Luogo: C = Casa; T = Trasferta. Risultato: V = Vittoria; N = Pareggio; P = Sconfitta.
Seconda fase
| Giornata  | 1 | 2 | 3 | 4 | 5 | 6 | 7 | 8 | 9 | 10 |
| --------- | - | - | - | - | - | - | - | - | - | -- |
| Luogo     |   |   |   |   |   |   |   |   |   |    |
| Risultato |   |   |   |   |   |   |   |   |   |    |
| Posizione |   |   |   |   |   |   |   |   |   |    |

Legenda:

Luogo: C = Casa; T = Trasferta. Risultato: V = Vittoria; N = Pareggio; P = Sconfitta.

### Statistiche dei giocatori
Sono in corsivo i calciatori che hanno lasciato la società a stagione in corso.
| Giocatore        | Super Liga | Super Liga | Super Liga  | Super Liga | Coppa di Moldavia | Coppa di Moldavia | Coppa di Moldavia | Coppa di Moldavia | UEFA Europa League | UEFA Europa League | UEFA Europa League | UEFA Europa League | UEFA Conference League | UEFA Conference League | UEFA Conference League | UEFA Conference League | Totale   | Totale | Totale      | Totale     |
| Giocatore        | Presenze   | Reti       | Ammonizioni | Espulsioni | Presenze          | Reti              | Ammonizioni       | Espulsioni        | Presenze           | Reti               | Ammonizioni        | Espulsioni         | Presenze               | Reti                   | Ammonizioni            | Espulsioni             | Presenze | Reti   | Ammonizioni | Espulsioni |
| ---------------- | ---------- | ---------- | ----------- | ---------- | ----------------- | ----------------- | ----------------- | ----------------- | ------------------ | ------------------ | ------------------ | ------------------ | ---------------------- | ---------------------- | ---------------------- | ---------------------- | -------- | ------ | ----------- | ---------- |
| P. Ademo         | 8          | 0          | 2           | 0          | 0                 | 0                 | 0                 | 0                 | 4                  | 1                  | 0                  | 0                  | 2                      | 0                      | 0                      | 0                      | 14       | 1      | 2           | 0          |
| Átila            | 5          | 0          | 0           | 0          | 0                 | 0                 | 0                 | 0                 | 2                  | 0                  | 0                  | 0                  | 0                      | 0                      | 0                      | 0                      | 7        | 0      | 0           | 0          |
| C. Bayala        | 6          | 2          | 1           | 0          | 0                 | 0                 | 0                 | 0                 | 2                  | 3                  | 1                  | 0                  | 2                      | 0                      | 1                      | 0                      | 10       | 5      | 3           | 0          |
| M. Bessala       | 3          | 0          | 0           | 0          | 0                 | 0                 | 0                 | 0                 | 3                  | 0                  | 1                  | 0                  | 1                      | 0                      | 1                      | 0                      | 7        | 0      | 2           | 0          |
| N. Boakye        | 9          | 0          | 0           | 0          | 0                 | 0                 | 0                 | 0                 | 4                  | 0                  | 0                  | 0                  | 2                      | 0                      | 1                      | 0                      | 15       | 0      | 1           | 0          |
| M. Corotcov      | 3          | 0          | 0           | 0          | 0                 | 0                 | 0                 | 0                 | 2                  | 0                  | 0                  | 0                  | 0                      | 0                      | 0                      | 0                      | 5        | 0      | 0           | 0          |
| V. Cozma         | 5          | 2          | 0           | 0          | 0                 | 0                 | 0                 | 0                 | 1                  | 0                  | 0                  | 0                  | 2                      | 0                      | 0                      | 0                      | 8        | 2      | 0           | 0          |
| D. Diakité       | 0          | 0          | 0           | 0          | 0                 | 0                 | 0                 | 0                 | 0                  | 0                  | 0                  | 0                  | 0                      | 0                      | 0                      | 0                      | 0        | 0      | 0           | 0          |
| A. Diarra        | 3          | 1          | 0           | 0          | 0                 | 0                 | 0                 | 0                 | 0                  | 0                  | 0                  | 0                  | 1                      | 0                      | 0                      | 0                      | 4        | 1      | 0           | 0          |
| M. Diarra        | 6          | 1          | 0           | 0          | 0                 | 0                 | 0                 | 0                 | 4                  | 0                  | 0                  | 0                  | 2                      | 0                      | 1                      | 0                      | 12       | 1      | 1           | 0          |
| I. Djulgerov     | 6          | -4         | 1           | 0          | 0                 | 0                 | 0                 | 0                 | 4                  | -9                 | 0                  | 0                  | 2                      | -4                     | 1                      | 0                      | 12       | -17    | 2           | 0          |
| D. Forov         | 6          | 0          | 0           | 0          | 0                 | 0                 | 0                 | 0                 | 0                  | 0                  | 0                  | 0                  | 0                      | 0                      | 0                      | 0                      | 6        | 0      | 0           | 0          |
| A. Gjoni         | 7          | 6          | 3           | 1          | 0                 | 0                 | 0                 | 0                 | 4                  | 0                  | 0                  | 0                  | 2                      | 0                      | 0                      | 0                      | 13       | 6      | 3           | 1          |
| R. Lopes         | 9          | 0          | 2           | 0          | 0                 | 0                 | 0                 | 0                 | 3                  | 0                  | 0                  | 0                  | 2                      | 0                      | 0                      | 0                      | 14       | 0      | 2           | 0          |
| K. Loukou        | 8          | 1          | 1           | 0          | 0                 | 0                 | 0                 | 0                 | 2                  | 0                  | 1                  | 0                  | 1                      | 0                      | 0                      | 0                      | 11       | 1      | 2           | 0          |
| S. Magassouba    | 8          | 1          | 2           | 0          | 0                 | 0                 | 0                 | 0                 | 4                  | 0                  | 0                  | 0                  | 2                      | 0                      | 1                      | 0                      | 14       | 1      | 3           | 0          |
| V. Mamuchashvili | 1          | 2          | 0           | 0          | 0                 | 0                 | 0                 | 0                 | 0                  | 0                  | 0                  | 0                  | 0                      | 0                      | 0                      | 0                      | 1        | 2      | 0           | 0          |
| A. Mija          | 7          | 0          | 1           | 0          | 0                 | 0                 | 0                 | 0                 | 4                  | 0                  | 0                  | 0                  | 1                      | 0                      | 0                      | 0                      | 12       | 0      | 1           | 0          |
| F. Neto          | 3          | 0          | 0           | 0          | 0                 | 0                 | 0                 | 0                 | 1                  | 0                  | 0                  | 0                  | 0                      | 0                      | 0                      | 0                      | 4        | 0      | 0           | 0          |
| E. Odede         | 8          | 4          | 0           | 0          | 0                 | 0                 | 0                 | 0                 | 3                  | 2                  | 0                  | 0                  | 2                      | 1                      | 0                      | 0                      | 13       | 7      | 0           | 0          |
| L. Phelipe       | 1          | 0          | 0           | 0          | 0                 | 0                 | 0                 | 0                 | 0                  | 0                  | 0                  | 0                  | 0                      | 0                      | 0                      | 0                      | 1        | 0      | 0           | 0          |
| A. Serobyan      | 5          | 1          | 0           | 0          | 0                 | 0                 | 0                 | 0                 | 4                  | 1                  | 0                  | 0                  | 1                      | 0                      | 0                      | 0                      | 10       | 2      | 0           | 0          |
| I. Soumah        | 8          | 0          | 3           | 0          | 0                 | 0                 | 0                 | 0                 | 4                  | 0                  | 2                  | 0                  | 2                      | 0                      | 0                      | 0                      | 14       | 0      | 5           | 0          |
| V. Străistari    | 3          | -0         | 0           | 0          | 0                 | 0                 | 0                 | 0                 | 0                  | 0                  | 0                  | 0                  | 0                      | 0                      | 0                      | 0                      | 3        | 0      | 0           | 0          |
| N. Swen          | 6          | 0          | 1           | 0          | 0                 | 0                 | 0                 | 0                 | 3                  | 0                  | 0                  | 0                  | 2                      | 0                      | 0                      | 0                      | 11       | 0      | 1           | 0          |
| P. Yade          | 6          | 1          | 0           | 0          | 0                 | 0                 | 0                 | 0                 | 4                  | 0                  | 0                  | 0                  | 1                      | 0                      | 0                      | 0                      | 11       | 1      | 0           | 0          |